# Wayne C. Booth
Wayne Clayson Booth (n. 22 februarie 1921 - d. 10 octombrie 2005) a fost un critic și teoretician literar american, profesor Emeritus la Universitatea Chicago. Este, printre altele, autorul lucrării The Rethoric of Fiction (Retorica ficțiunii, tradus de editurile românești ca Retorica romanului), lucrare consacrată în naratologia modernă.